# (5630) Billschaefer
(5630) Billschaefer es un asteroide perteneciente al cinturón de asteroides descubierto el 21 de marzo de 1993 por Jack B. Child desde el Observatorio del Monte Palomar, Estados Unidos.

## Designación y nombre
Designado provisionalmente como 1993 FZ. Fue nombrado Billschaefer en honor de William Schaefer, fabricante de telescopios y astrónomo aficionado. Durante más de cuarenta años, estuvo produciendo telescopios de precisión para astrónomos aficionados en todo los Estados Unidos. Su entusiasmo, habilidad y creatividad han despertado el interés y la participación de cientos de personas, jóvenes y mayores, y han elevado la calidad de la astronomía amateur en la comunidad del sur de California. Ha compartido pacientemente su conocimiento con otros fabricantes de telescopios, y sus galardonados telescopios servirán a observadores interesados en la astronomía en todo el mundo durante muchos años.

## Características orbitales
Billschaefer está situado a una distancia media del Sol de 2,243 ua, pudiendo alejarse hasta 2,558 ua y acercarse hasta 1,928 ua. Su excentricidad es 0,140 y la inclinación orbital 2,898 grados. Emplea 1227,47 días en completar una órbita alrededor del Sol.

## Características físicas
La magnitud absoluta de Billschaefer es 13,7. Tiene 4,785 km de diámetro y su albedo se estima en 0,308. 